# Naissance en 840
Naissance
- 836
- 837
- 838
- 839
- 840
- 841
- 842
- 843
- 844

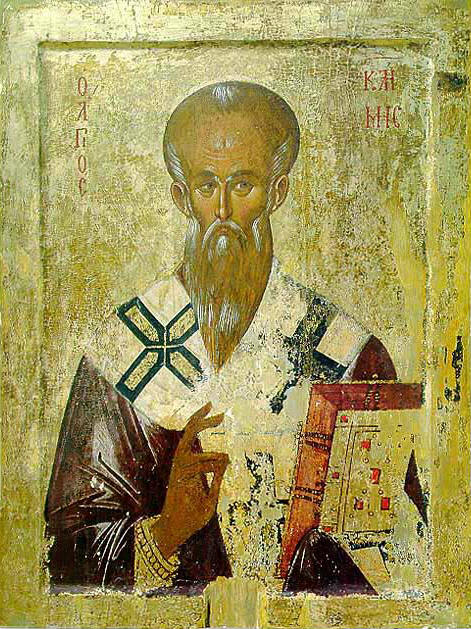
Clément d'Ohrid, né vers 840.

Cette page dresse une liste de personnalités nées au cours de l'année 840 :
- 19 janvier : Michel III, empereur byzantin[1].
- 25 octobre : Ya`qûb ben Layth as-Saffâr, fondateur de la dynastie des Saffarides.

- Adalhard, comte de Metz.
- Aed Ier, roi d'Écosse entre 877 et 878.
- Berengaudus, moine bénédictin.
- Caoshan Benji, maitre du bouddhisme chinois Chan.
- Eudocie Ingérina, impératrice byzantine, femme de l'empereur Basile Ier le Macédonien.
- Jean IX, pape.
- Lothaire Ier (en), comte de Stade.
- Théodore II, pape.

date incertaine (vers 840)
- Abu l-Husayn an-Nuri, soufi originaire du Khorassan.
- Clément d'Ohrid, saint, moine et écrivain de l'Empire bulgare, devenu évêque d'Ohrid, ville de l'actuelle Macédoine.
- Unroch III de Frioul, marquis de Frioul.
- Théodard de Narbonne, évêque métropolitain de Narbonne.
- Richarde de Souabe, impératrice carolingienne.
- Notker le Bègue, moine de l'abbaye bénédictine de Saint-Gall, musicien, écrivain, poète.
- Suñer Ier (es), comte d'Empúries.

## Crédit d'auteurs
- Cet article est partiellement ou en totalité issu de l'article intitulé « 840 » (voir la liste des auteurs).